# Hortenzie velkolistá
Hortenzie velkolistá (Hydrangea macrophylla) je okrasná rostlina, hojně pěstovaná v parcích i zahradách. Kvete bohatými květenstvími, jejichž barva je závislá na kyselosti půdy. Patří do čeledi hortenziovité.

## Charakteristika
Hortenzie je opadavý keř, který dorůstá do výšky asi 1,5 metru, výjimečně může být v podmínkách Česka i vyšší. Rostlina je bohatě větvená se vstřícnými, krátce řapíkatými listy. Čepel listů je hrubě pilovitá, listy jsou vejčité až obvejčité, na vrcholu špičaté. Květenství jsou nejčastěji kulovité nebo polokulovité chocholíky. Květy v nich jsou většinou čtyřčetné, někdy pětičetné. Barva květů závisí na kyselosti půdy. V alkalických půdách se zbarvují do růžova a v kyselých půdách se zbarvují do modra. Pěstuje se v řadě kultivarů, jejichž květy jsou vždy sterilní. Plodem hortenzie je tobolka.

## Rozšíření
Rostlina má svůj původ v Japonsku na ostrově Honšú. Ve východní Asii byla jako okrasná dřevina pěstována už v dávných dobách. Ve svých původních stanovištích se vyskytuje převážně v horských lesích a křovinách. Postupem času byla zavlečena i do mnoha dalších regionů světa (Nový Zéland, Střední a Jižní Amerika, Havajské ostrovy, Azorské ostrovy, Madeira). Do rodu hortenzie (Hydrangea) patří více než 70 druhů, které se vyskytují převážně ve východní Asii. V Evropě se pěstuje od 18. století a v Čechách od začátku 19. století. Česky ji poprvé pojmenoval Jan Svatopluk Presl v roce 1846 jako hortensii ozdobnou.

## Pěstování
Hortenzie potřebuje dostatek světla. Zároveň je nutné chránit ji před přímým slunečním úpalem. Ve stínu květy vykvétají pomaleji než na slunci. Optimální teplota pro rostlinu v letním období se pohybuje v rozmezí 20 až 25 °C, proto je vhodná k pěstování venku. Rostliny v nádobách je třeba přesunout před zimou do chladné temné místnosti. Pokud je hortenzie zasazená venku do země, stačí ji na zimu zakrýt.
Rostlina vyžaduje hojnou zálivku, což naznačuje i její vědecký název Hydrangea. V zimním období lze zálivku omezit. Nejlépe je rostlinu zalévat měkkou vodou.

## Barvení
Pro dosažení modré barvy květů potřebuje hortenzie dostatek hliníku, se kterým se váže barvivo obsažené v květech. Hliník rostliny získávají z kyselých půd. Růžové květy hortenzií se zbarví do modra při pH půdy 3,5 až 4,5. Červené květy se zbarví do fialova. Bílé hortenzie barvu nemění.

## Galerie

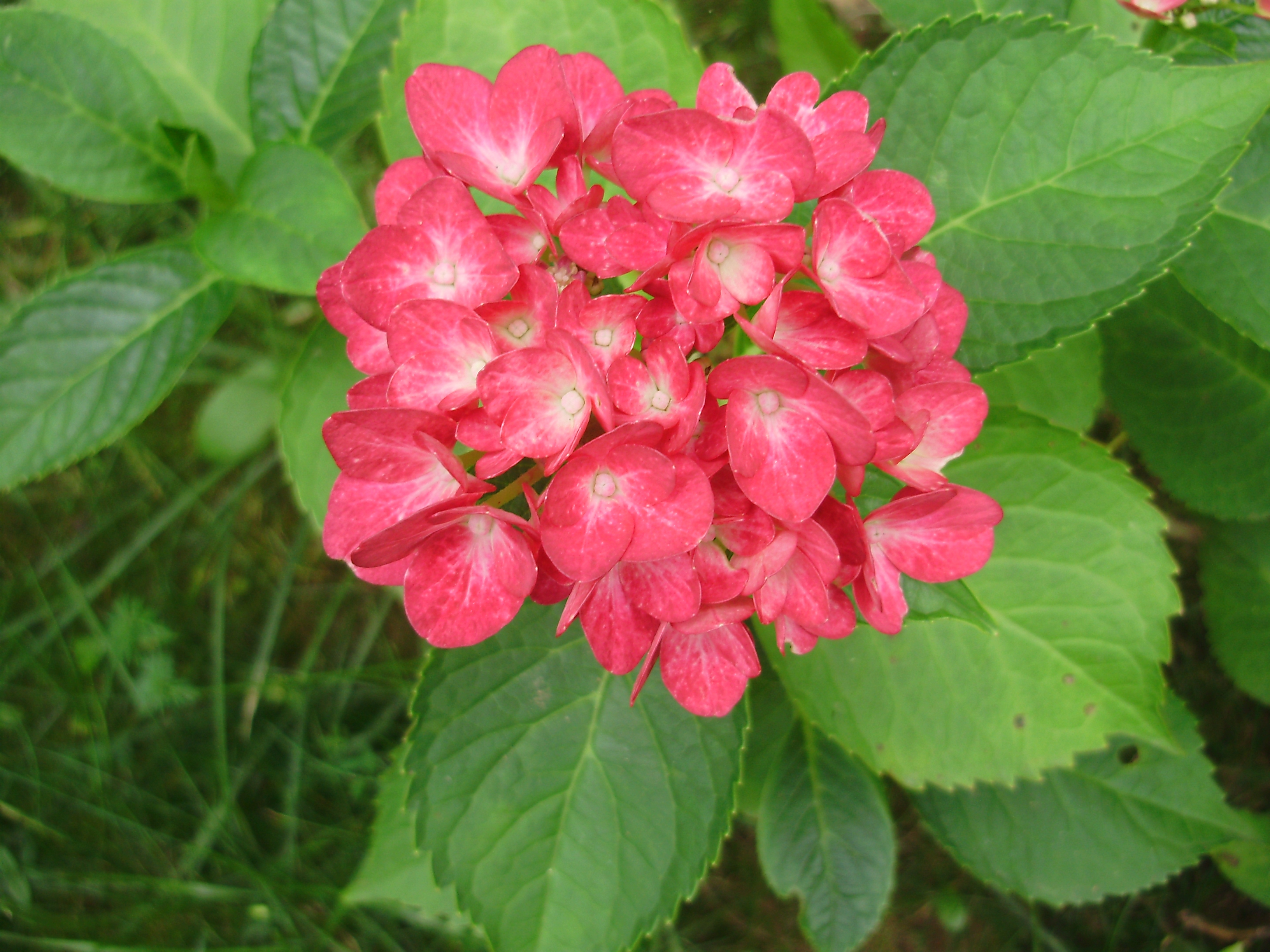
Červené květenství hortenzie velkolisté
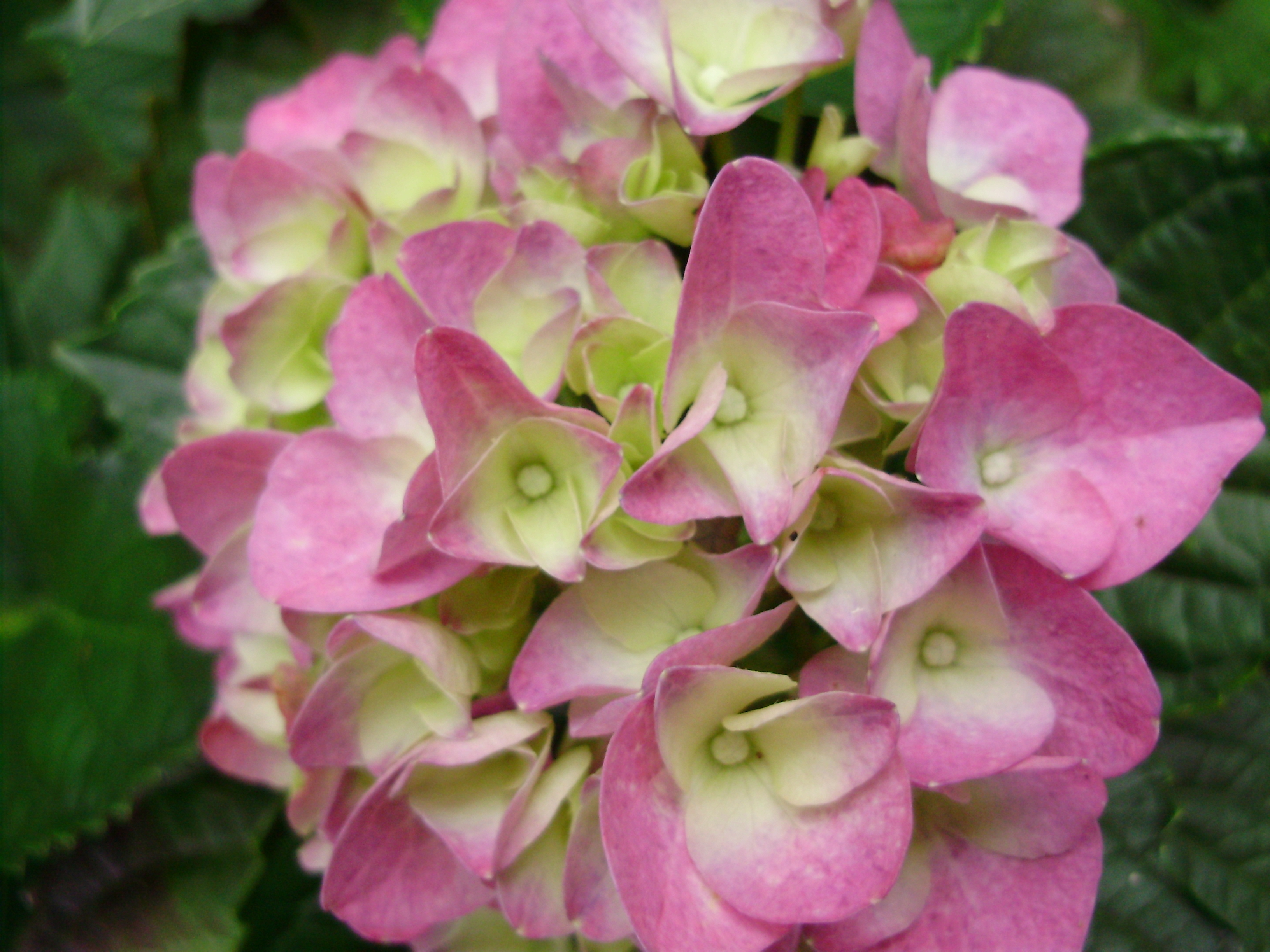
Růžová forma hortenzie velkolisté
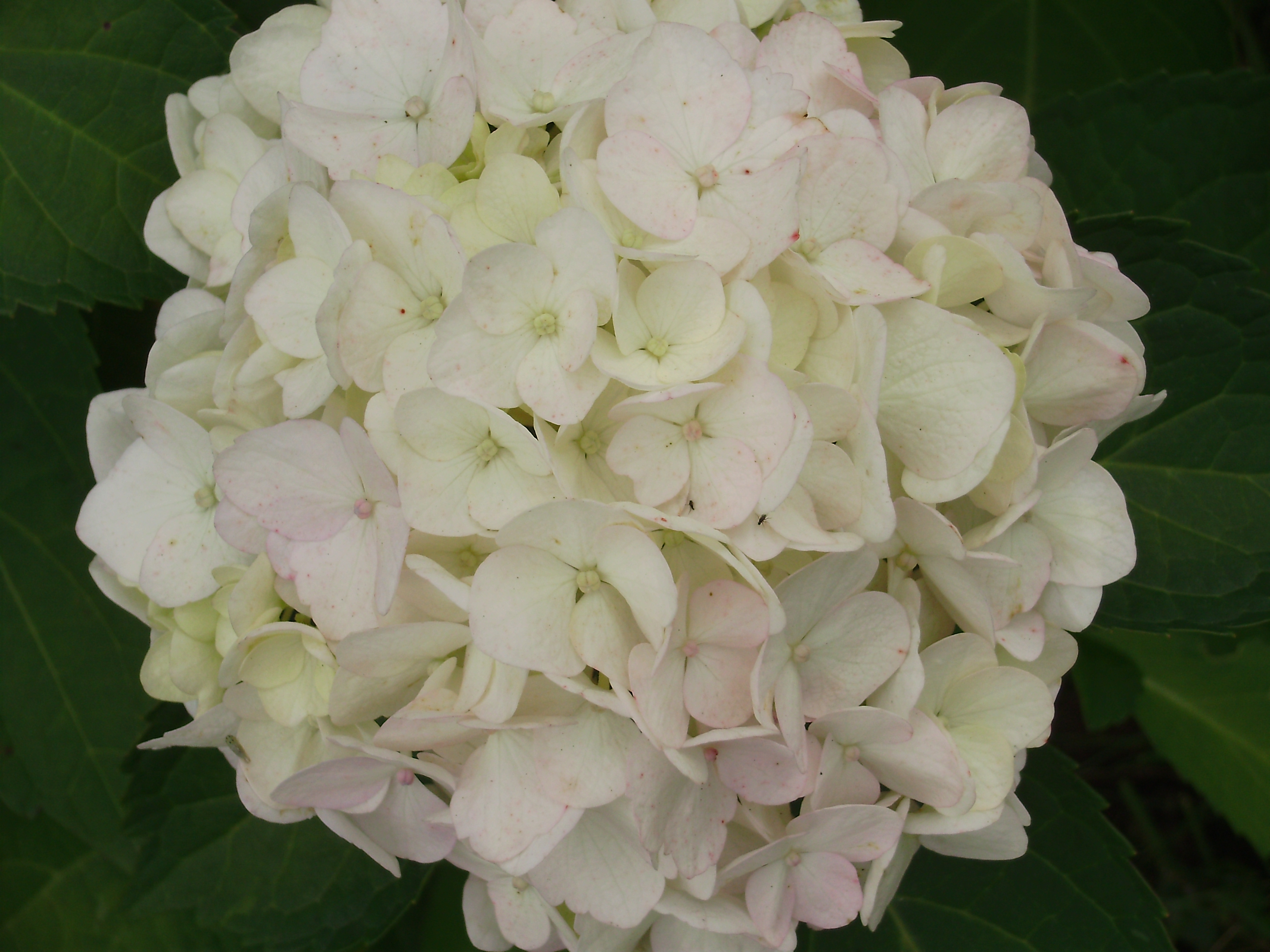
Bělokvětá forma
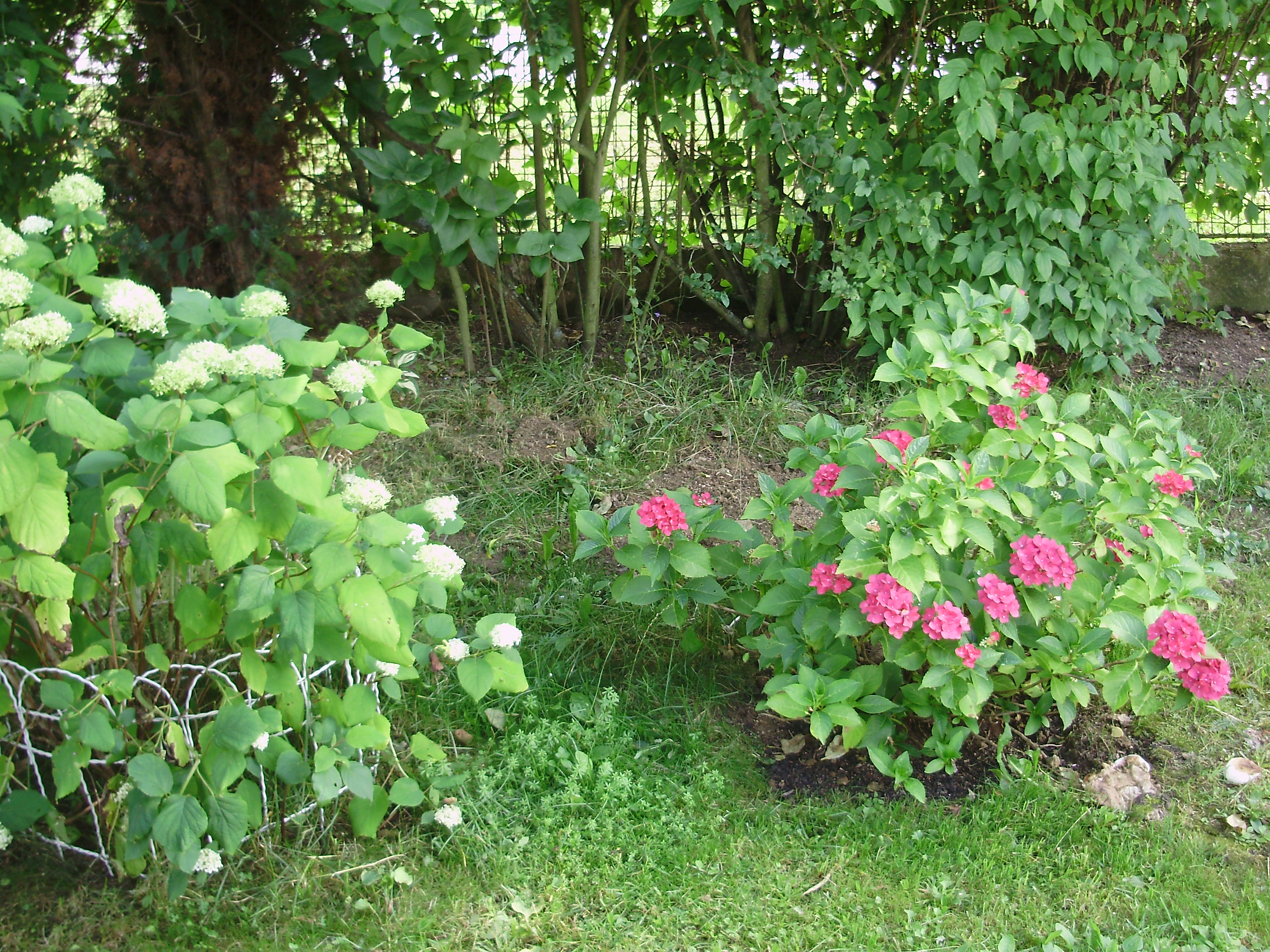
Hortenzie velkolistá spolu s hortenzií stromkovitou
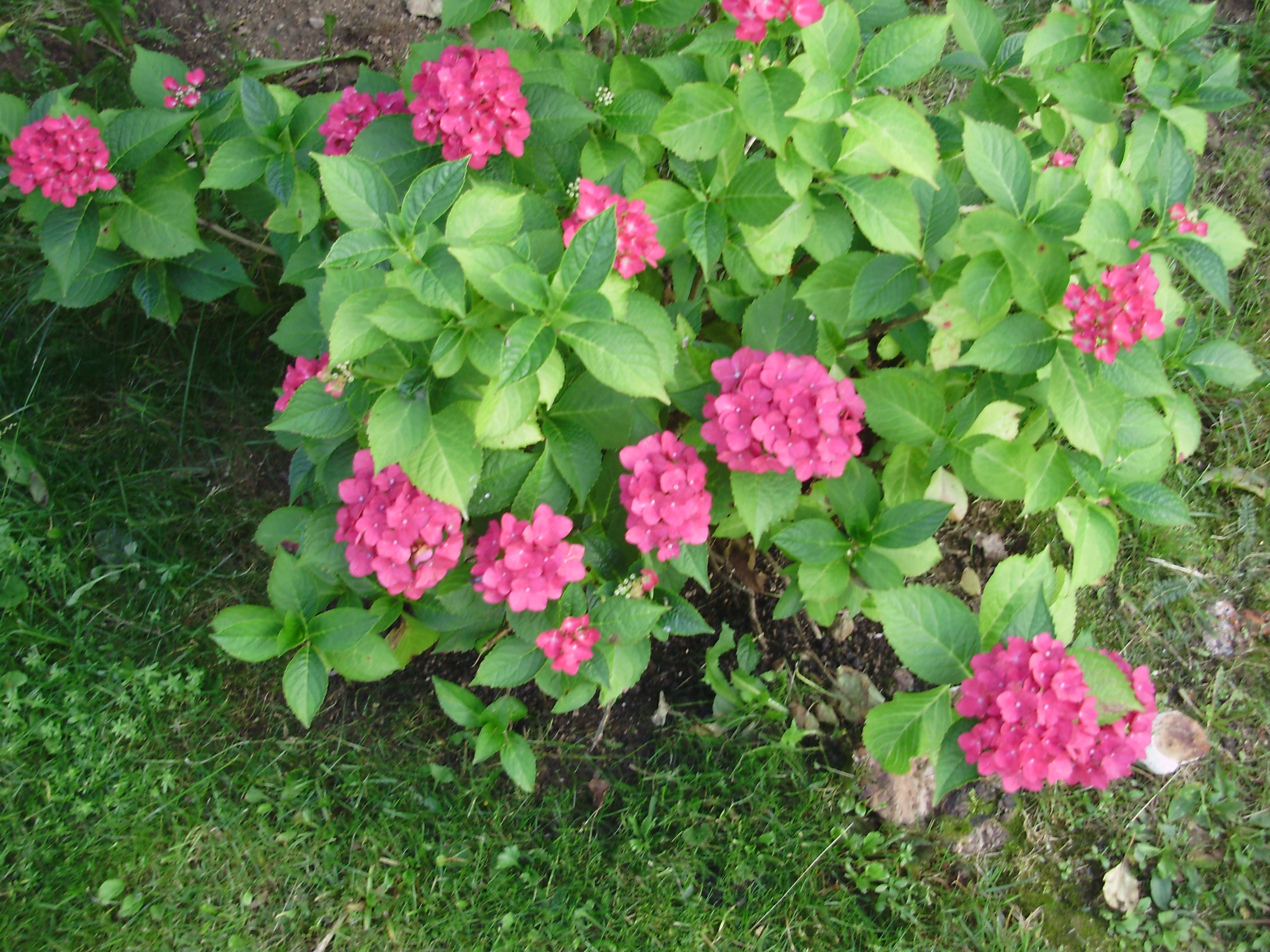
Hortenzie velkolistá v plném květu
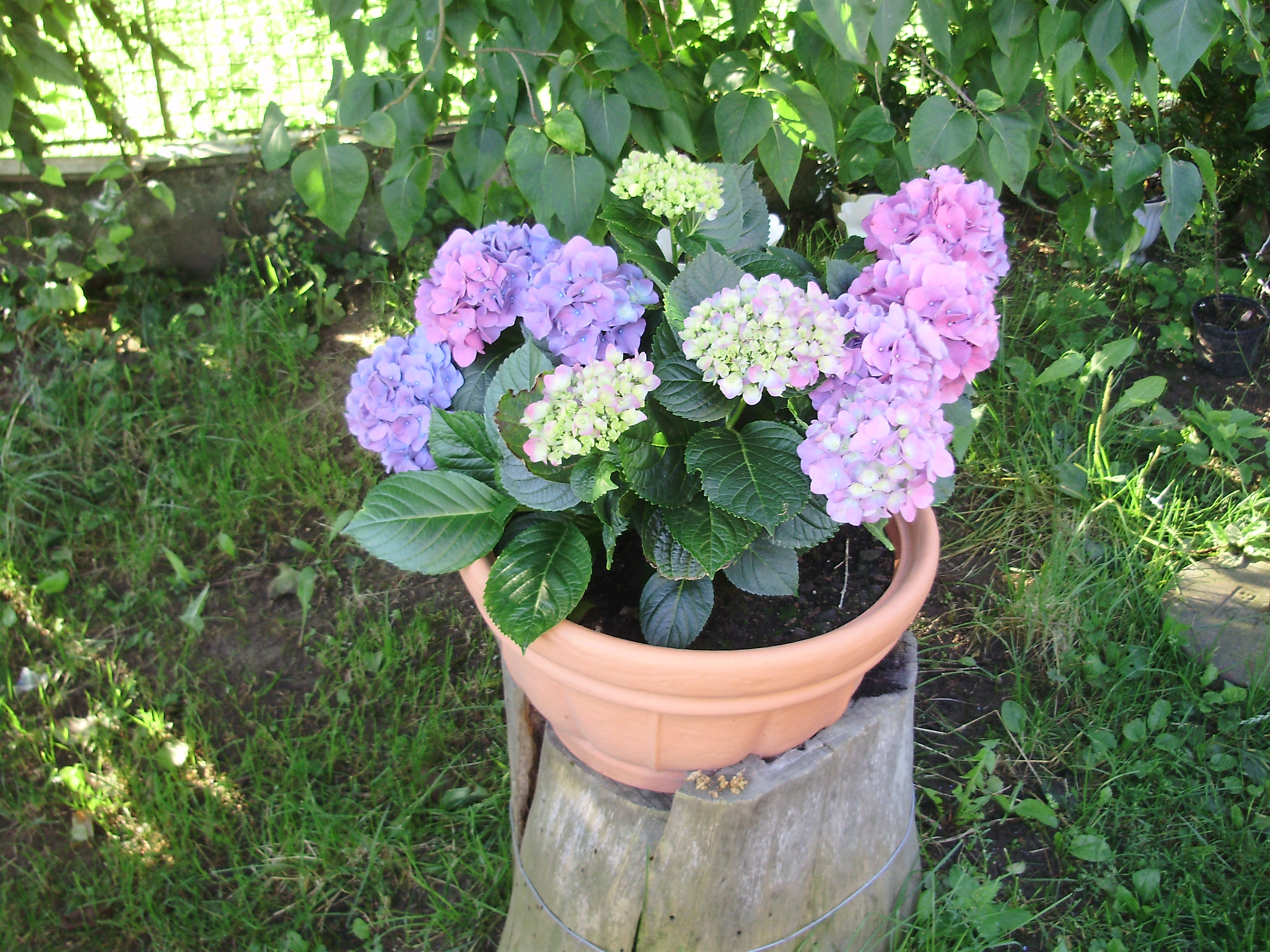
Fialově kvetoucí hortenzie velkolistá